# Everts Air
Everts Air ist eine US-amerikanische Fluggesellschaft mit Sitz in Fairbanks, Alaska. Sie befindet sich im Besitz der Tatonduke Outfitters Ltd der Familie Everts und gliedert sich in drei Unternehmen mit den Handelsnamen Everts Air Alaska, Everts Air Cargo und Everts Air Fuel.
Everts Air Alaska betreibt Passagierlinien- und Charterflüge, Everts Air Cargo Frachtlinien- und Charterflüge und Everts Air Fuel Linien- und Charterflüge für flüssige Brennstoffe aller Art zu den entlegenen Orten im Innenland von Alaska.

## Geschichte
Im Jahr 1977 gründete Clifford Everts, Sohn deutscher Einwanderer, eine Fluggesellschaft namens Everts Air Fuel. Everts kaufte zwei ehemalige Militärfrachter, eine Douglas DC-6A und eine Curtiss C-46A Commando und beförderte damit tonnenweise Benzin, Kerosin, Heizöl, Petroleum und Diesel zu den entlegenen Gemeinden und Minenstandorten Alaskas, die auf dem Landweg nur schwer zu erreichen waren oder sind. Der Bedarf war so groß, dass er die Flotte bis zum Jahr 2000 auf je vier C-46 und DC-6 vergrößerte.
Im Jahr 1993 machte sich sein Sohn, Robert Everts, der bereits Vizepräsident in der Gesellschaft seines Vaters war, ebenfalls selbständig und kaufte die Tatonduke Outfitters Ltd mitsamt dem Tatonduke Flying Service, der jetzigen Everts Air Alaska. Danach gründete er zusätzlich die Frachtfluggesellschaft Everts Air Cargo.
Die drei Fluggesellschaften bedienen auch heute noch abgelegene Orte und z. B. Minen- und Ölförderanlagen im Innenland von Alaska mit allem was an Bedarf vorliegt und sich mit Flugzeugen befördern lässt. Abgesehen von Everts Air Alaska werden auch heute noch ehemalige Militärmaschinen genutzt, die bis zu 63 Jahre alt sind. Die Maschinen werden meist von Veteranen der US Air Force oder der US Marines geflogen, die mehrere tausend Flugstunden aufweisen können.
Everts Air Cargo war der erste Kunde, an den am 27. Juni 2024 die Kombi-Version der Cessna 408 SkyCourier ausgeliefert wurde, mit der gleichzeitig Fracht und Passagiere befördert werden können.

## Flotte

### Aktuelle Flotte
Mit Stand Juli 2022 besteht die Flotte der Everts Air und ihrer Tochtergesellschaften aus 28 Flugzeugen: 
Everts Air Fuel
- 02 Curtiss C-46F
- 04 Douglas DC-6

Everts Air Cargo
- 01 Boeing 727‑227(F)
- 06 Cessna 208[4]
- 02 Cessna 408 SkyCourier (Stand Dezember 2024)
- 01 Douglas DC-9-81
- 04 Douglas DC-9-83
- 04 Embraer EMB 120

Everts Air Alaska
- 01  Cessna 208 Caravan
- 03  Cessna 208B Grand Caravan
- 03 Pilatus PC-12-47

### Ehemalige Flugzeugtypen
- Aeronca 11
- Cessna 172
- Cessna 175
- Cessna 340
- Cessna Skymaster
- Commonwealth Skyranger
- Fairchild C-119
- Piper PA-20
- Piper PA-32R

## Zwischenfälle
- Am 3. März 1992 überrollte eine Douglas DC-6BF der Everts Air Fuel (Luftfahrzeugkennzeichen N151) die nur 960 Meter lange, eisbedeckte Landebahn auf dem Flugplatz Selawik (Alaska, USA) mit leichtem Rückenwind. Der Umkehrschub funktionierte nicht, und das Flugzeug kam auf einem zugefrorenen Fluss mit zusammengebrochenem Fahrwerk zum Stillstand. Es wurde irreparabel beschädigt. Alle drei Besatzungsmitglieder, die einzigen Insassen auf dem Frachtflug, überlebten den Unfall.[6]

- Am 4. Oktober 2000 kollidierte eine Curtiss C-46F Commando der Everts Air Fuel (N1822M) beim Rollen nach der Landung auf dem Flugplatz Port Alsworth (Alaska, USA) mit einem Baum. Personen kamen nicht zu Schaden. Das Flugzeug wurde beschädigt, eventuell irreparabel.[7]

- Am 20. Dezember 2000 waren mit einer Curtiss C-46 der Everts Air (N1419Z) rund 7800 Liter Treibstoff zur Landepiste Nondalton (Alaska) geliefert worden. Auf dem Rückflug zum Flughafen Kenai wurde die Maschine in 800 Meter Höhe bei schlechtem Wetter in einen Berg geflogen. Bei diesem CFIT (Controlled flight into terrain) wurden die beiden Piloten getötet.[8]

- Am 31. Januar 2001 ging eine Douglas DC-6B der Everts Air Fuel (N4390F) bei der Landung auf dem Donlin Creek Airstrip (Alaska, USA) zu Bruch. Die mit 18.500 Litern Heizöl beladene Maschine wurde relativ hart auf der 7 % bergauf geneigten, gut 1600 Meter langen und ebenso wie die Umgebung mit Schnee bedeckten Bahn aufgesetzt, so dass es schwierig war, sie klar zu erkennen. Kurz nach dem Aufsetzen brach die linke Tragfläche vom Rumpf ab. Die Maschine verließ die Landebahn und wurde zerstört. Alle drei Besatzungsmitglieder, die einzigen Insassen auf dem Frachtflug, überlebten den Unfall.[9]

- Am 2. Juli 2013 brach an einer Curtiss C-46F Commando der US-amerikanischen Everts Air Fuel (N1837M) nach der Landung auf dem Flughafen Fairbanks (Alaska, USA) das rechte Hauptfahrwerk zusammen. Ursache war ein Ermüdungsbruch. Beide Piloten, die einzigen Insassen auf dem Testflug, überlebten den Unfall. Das Flugzeug wurde beschädigt, eventuell irreparabel.[10]